# Louise-Amélie de Brunswick-Wolfenbüttel
Louise-Amélie de Brunswick-Wolfenbüttel (29 janvier 1722-13 janvier 1780), est la fille de Ferdinand-Albert II de Brunswick-Wolfenbüttel et de son épouse Antoinette de Brunswick-Wolfenbüttel.
Née au château de Bevern, près de Holzminden sur Weser, elle est la septième de quatorze enfants.

## Mariage
Le 6 janvier 1742, elle épouse le prince Auguste-Guillaume de Prusse, deuxième fils du roi en Prusse Frédéric-Guillaume Ier et de Sophie-Dorothée de Hanovre. Son époux est un frère cadet du roi de Prusse Frédéric II, qui a épousé Élisabeth-Christine de Brunswick-Wolfenbüttel-Bevern, sœur aînée de Louise-Amélie. Cependant, le roi de Prusse vivant séparément de son épouse, le couple n'a pas d'enfants. Le frère du roi et la soeur de a reine suppléeront à cet handicap politique en engendrant l'héritier du trône Prussien tout en ménageant l'honneur de la Maison ducale de Brunswick. Effectivemennt, à la mort de Frédéric II le 17 août 1786, leur fils aîné devient le roi Frédéric-Guillaume II de Prusse. À son veuvage, elle reçoit le palais du Kronprinz.

## Descendance
- Frédéric-Guillaume II(1744-1797) épouse en 1765 Élisabeth-Christine-Ulrique de Brunswick-Wolfenbüttel (d'où une enfant unique Frédérique-Charlotte de Prusse et divorce en 1769) puis en 1769 Frédérique-Louise de Hesse-Darmstadt (d'où sept ans enfants dont l'aîné Frédéric-Guillaume III est son successeur immédiat).
- Le prince Henri de Prusse (1747-1767), mort célibataire.
- La princesse Wilhelmine de Prusse (1751-1820) épouse en 1767 Guillaume V d'Orange-Nassau (d'où cinq enfants dont l'aîné Guillaume Ier est prince souverain des Pays-Bas (1813-1815) puis simultanément premier roi des Pays-Bas et premier grand-duc de Luxembourg (1815-1840) .
- Prince Émile de Prusse (1758-1759) mort en bas âge.